# 伊丽莎白敦 (肯塔基州)
伊丽莎白敦（英語：Elizabethtown）是美国肯塔基州哈丁县的縣城。建立于1797年，面积约为66.8平方公里（25.8平方英里）。根据2010年美国人口普查，该市的人口为28,531人。